# Robert Farnan
Robert E. Farnan, född 11 juni 1877 i New York, död 10 januari 1939 i New York, var en amerikansk roddare.
Farnan blev olympisk guldmedaljör i tvåa utan styrman vid sommarspelen 1904 i Saint Louis.